# 広島県道391号加茂福山線
広島県道391号加茂福山線（ひろしまけんどう391ごう かもふくやません）は、広島県福山市を通る一般県道である。

## 概要
福山市加茂町字中野と福山市横尾町1丁目に至る。

### 路線データ
本線
- 起点：福山市加茂町字中野（中野交差点、国道182号交点）
- 終点：福山市横尾町1丁目（鶴ヶ橋南詰交差点、国道313号交点）

新道
- 起点：福山市御幸町大字森脇（もりわけ）（森脇（西）交差点、広島県道391号加茂福山線本線・広島県道395号川南近田線交点）
- 終点：福山市御幸町大字中津原

## 歴史
- 1994年（平成6年）4月1日 - 広島県告示第406号により認定される。

前身は国道182号（国道314号重用）。1970年代前半に福山市加茂町字中野 - 国道2号（福山市明神町2丁目）間に福山市神辺町西部を通過するバイパスができていたが、旧道は長い間国道からの降格が行われないままになっていた。
- 2001年（平成13年）3月27日 - 新道の福山市御幸町大字森脇 - 福山市郷分町 - 福山市御幸町大字中津原間が開通する。

## 路線状況
起点- 福山市加茂町大字下加茂・二葉大橋北詰間は路線バスの通る狭隘区間なので注意が必要である。
終点の鶴ヶ橋南詰交差点は広島県では初めて踏切連動信号が導入された交差点である。それまでは国道（当時）同士の交差点だったにもかかわらず信号機はなく、JR西日本福塩線鶴ヶ橋踏切には踏切番が常駐して踏切を操作していた。
新道は現在福山市御幸町大字中津原で途切れているが、福山市の都市計画では福山市久松台を経由して福山市西町1丁目・西桜町1丁目交差点で国道2号に出るルートと福山市千田町藪路で国道313号に合流するルートの二つが予定されている。本路線がどのような経路で福山市中心部に向かうのかは未だに決定していないが、前者には閑静な住宅街を通ることや福山市御幸町中津原付近では上下4車線でも福山市久松台付近では上下2車線に道幅が縮小されること、後者には国道313号の拡幅が伴うことや加茂・府中方面からの車にとっては快適になっても井原方面からの車は狭隘な横尾地区を通らなければならないため不平等が生じること、渋滞発生地点が現在より南にずれるだけになる恐れがあることなどの問題点がそれぞれ存在する。
現在鶴ヶ橋の老朽化やJR西日本福塩線との平面交差の解消、横尾地区の渋滞や狭隘部分の解消を目的に福山市御幸町大字中津原 - 福山市横尾町間にバイパスを建設する計画が進められている。

### 重複区間
- 広島県道395号川南近田線（本線側：福山市御幸町大字森脇・森脇（西）交差点 - 福山市御幸町大字中津原・中津原三差路交差点）
- 広島県道378号御幸松永線（新道側：福山市郷分町・大渡橋西詰交差点 - 福山市御幸町大字中津原・大渡橋東詰交差点）

### 道路施設

#### 橋梁
- 双葉大橋（加茂川、福山市加茂町大字下加茂）
- 牛田橋（加茂川、福山市御幸町大字上岩成）
- 下岩城橋（井溝川、福山市御幸町大字下岩成）
- 森脇橋（芦田川、福山市御幸町大字森脇）
- 大渡橋（芦田川、福山市郷分町 - 福山市御幸町大字中津原）

#### トンネル
- 石原トンネル：下り355 m、上り354 m、2003年（平成15年）竣工、福山市駅家町大字下山守 - 福山市郷分町）

### 並行する旧街道
- 福山市加茂町 - 福山市御幸町大字森脇
  - 東城往来（東城街道）
- 福山市御幸町大字森脇 - 福山市横尾町1丁目（鶴ヶ橋南詰）
  - 府中往還（出雲大社道）
- 福山市御幸町大字中津原 - 福山市横尾町1丁目（鶴ヶ橋南詰）
  - 近世山陽道（西国街道）

## 地理

### 通過する自治体
- 広島県
  - 福山市

### 交差する道路
| 交差する道路                                                        | 交差する場所               | 交差する場所                                                                                            |
| 本線                                                                | 本線                       | 本線 |
| ------------------------------------------------------------------- | -------------------------- | --- |
| 国道182号 国道314号 重複                                            | 加茂町字中野               | 中野交差点 / 起点                                                                                       |
| 広島県道392号中野駅家線                                             | 加茂町字中野               | 加茂中学校東交差点                                                                                      |
| 広島県道181号下御領新市線                                           | 加茂町字下加茂             | 下加茂南交差点                                                                                          |
| 国道486号                                                           | 御幸町大字上岩成           | 牛田橋北交差点                                                                                          |
| 広島県道391号加茂福山線 / 新道 広島県道395号川南近田線 重複区間起点 | 御幸町大字森脇（もりわけ） | 森脇（西）交差点                                                                                        |
| 広島県道378号御幸松永線                                             | 御幸町大字森脇             | 柳原交差点                                                                                              |
| 広島県道395号川南近田線 重複区間終点                                | 御幸町大字中津原           | 中津原三差路交差点                                                                                      |
| 国道313号                                                           | 横尾町1丁目                | 鶴ヶ橋南詰交差点 / 終点                                                                                 |
| 新道                                                                |                            | |
| 広島県道391号加茂福山線 / 本線 広島県道395号川南近田線              | 御幸町大字森脇             | 森脇（西）交差点 / 新道起点【北緯34度32分8.6秒 東経133度20分53.8秒 / 北緯34.535722度 東経133.348278度】 |
| 広島県道378号御幸松永線 重複区間起点                                | 郷分町                     | 大渡橋西詰交差点                                                                                        |
| 広島県道378号御幸松永線 重複区間終点                                | 御幸町大字中津原           | 大渡橋東詰交差点                                                                                        |
|                                                                     | 御幸町大字中津原           | 新道終点【北緯34度31分8.5秒 東経133度21分7.6秒 / 北緯34.519028度 東経133.352111度】                     |

### 交差する鉄道
- 福塩線

### 沿線
- 福山平成大学
- 公立学校共済組合中国中央病院
- 高屋川浄化施設
- 中津原浄水場
- 正戸山 - 1930年（昭和5年）に昭和天皇が行幸したところ。そのことを契機にそのあたりの地名は御幸になった。
- 福山市立幸千中学校
- 福山ゴルフ倶楽部 - 福山市立幸千中学校西側の芦田川河川敷を利用したゴルフ場。
- ホロコースト記念館
- 芦田川
- 芦田川河川広報室芦田川見る視る館